# Tekkaman
Tekkaman (宇宙の騎士テッカマン?, Uchu no kishi Tekkaman, lett. "Il cavaliere dello spazio Tekkaman") è una serie televisiva anime mecha prodotta dalla Tatsunoko e trasmessa sulla rete giapponese NET nel 1975.
In origine la serie avrebbe dovuto comporsi di 52 episodi ma a causa degli scarsi ascolti fu interrotta alla 26ª puntata: pertanto essa è priva di un vero e proprio finale.
L'edizione italiana è trasmessa su televisioni locali dal 1979.

## Trama
La serie di Tekkaman è ambientata alla fine del XXI secolo, quando l'atmosfera terrestre è diventata talmente inquinata che il decadimento dell'aria respirabile è ormai irreversibile, e all'umanità restano soltanto tre anni di vita.
L'unica speranza di salvezza per il genere umano è quella di trovare un altro pianeta abitabile e trasferirsi in massa su di esso.
Allo scopo viene fondato il Programma di Sviluppo Spaziale, diretto dal dottor Shukura Amachi, il più grande genio scientifico terrestre, che può contare su mezzi e risorse praticamente illimitati per portare a termine l'immane compito.
Un'altra imprevista minaccia grava però sulla Terra: gli alieni di Waldaster, capitanati dal perfido generale Rambos, e agli ordini dell'imperatore Dobrai, vogliono conquistare l'intero pianeta.
Gli alieni sono dotati di un gran numero di navi spaziali da combattimento con le quali attaccano la Terra e soprattutto i centri nevralgici come la base del Programma di Sviluppo Spaziale, anche se non posseggono un'arma decisiva tale da annientare una volta per tutte le difese terrestri.
Durante uno di questi attacchi l'astronave del Capitano Minami, braccio destro del dottor Amachi, viene distrutta e il figlio George - sconvolto dalla morte del padre - giura vendetta nei confronti degli extraterrestri.
Allo scopo di contrastare le flotte di Waldaster, il dottor Amachi rivela a George l'esistenza del Pegas, da lui stesso progettato, un formidabile robot semisenziente, in grado di parlare, di volare, e di combattere contro gli UFO di Rambos infliggendo loro gravi danni.
Il robot Pegas è dotato di un'avanzatissima camera di trasformazione, che consente a un essere umano di trasformarsi in Tekkaman: tale camera però non è ancora del tutto collaudata e c'è il rischio che la trasformazione possa uccidere l'ospite.
L'essere umano che si trasforma in Tekkaman diventa un superuomo, con una densità corporea 100 volte superiore al normale: inoltre questi viene ricoperto da una corazza invulnerabile e dotato di armi micidiali quali la Tek-lancia, la Tek-frusta, e il Voltekker, in grado di tagliare e fondere i metalli come il burro.
L'essere umano, trasformato dunque in un potentissimo cyborg, può persino sopravvivere nello spazio siderale, ma solo per 37 minuti e 33 secondi, soglia oltre la quale il corpo contenuto al suo interno rischia la morte.
Un altro punto debole di Tekkaman è rappresentato dal suo principale punto di forza, infatti la stella che ha sulla fronte, il Voltekker può emanare un raggio di energia di potenza devastante, in grado di disintegrare le astronavi nemiche in un solo colpo, ma che al tempo stesso indebolisce tutte le sue risorse, portandolo in uno stato di semi-incoscienza.
George è talmente assetato di vendetta che non esita a sperimentare la trasformazione su sé stesso. Insieme al dottor Amachi e alla giovane figlia di questi, Hiromi, parte a bordo dell'immensa astronave-vettore chiamata Terra Azzurra, in grado di raggiungere lo spazio e dalla quale Pegas può fuoriuscire per combattere gli alieni.
Nello spazio l'astronave è attaccata dalle flotte di Waldaster e il coraggioso George non esita un istante a ordinare al robot Pegas di riceverlo: questi lo introduce dentro di sé tramite un'apertura posta nelle gambe.
Al comando di George "Potenziamento!" inizia la dolorosissima trasformazione. Il corpo di George, non senza urla di dolore e grandi sofferenze, viene ricoperto prima da filo spinato e poi dall'invincibile armatura che, fissata con tremende scariche elettriche, lo trasforma in Tekkaman, il Cavaliere dello Spazio.
Da un'apertura posta sulla schiena di Pegas, Tekkaman finalmente esce e con le sue imbattibili armi e l'aiuto del gigantesco robot sconfigge le astronavi nemiche dopo una lotta spettacolare.
Tornati sulla Terra, il dott. Amachi, Hiromi e George incontrano uno strano personaggio che riesce a manipolare il suo corpo trasformandosi in una sfera di luce e a passare attraverso i muri: si tratta di Andro Umeda, un alieno dalla capigliatura smisurata scampato alla distruzione del suo pianeta Sanno, a opera delle truppe di Waldaster.
Nonostante siano uniti dallo stesso ideale, cioè sconfiggere gli alieni di Waldaster, George guarda con diffidenza il nuovo arrivato, poiché odia indistintamente tutti gli alieni: Andro dal canto suo non fa nulla per attirarsi la sua simpatia, anche perché in svariate occasioni egli antepone i suoi interessi personali – che sono quelli di tornare su Sanno – a quelli dei terrestri, e ciò non piace a George.
Insieme ad Andro c'è anche Mutan, una simpatica creaturina aliena, una specie di incrocio tra un lemure e un cavalluccio marino (il logo della Tatsunoko), ma dotata di grandi poteri, e che in molte occasioni darà un prezioso aiuto ai nostri eroi in quanto - a differenza di Andro - ama e rispetta i terrestri.
Lo strano gruppo – quindi George, Pegas, Hiromi, Andro e Mutan – prenderà il nome de “I Cavalieri dello Spazio”, i quali sconfiggeranno gli alieni di Waldaster e il grottesco generale Rambos in numerose battaglie all'ultimo sangue, sia annientandoli nello spazio, sia sgominando le spie aliene che cercano di intrufolarsi nella base per distruggerla dall'interno o assassinarne i membri.
Il progetto dei Cavalieri dello Spazio è quello di colpire al cuore le flotte di Waldaster, e carpire il segreto della loro tecnologia – il Salto Spaziale - che consente loro di viaggiare nell'universo a velocità enormemente superiori a quelle della luce, per poterla sfruttare a vantaggio dei terrestri e costruire una immensa flotta interstellare onde potere così evacuare l'intera umanità dalla Terra ormai morente.
La serie di Tekkaman si interrompe alla 26ª puntata e non si sa se gli eroi riusciranno nell'intento, anche se in quella fase della serie, Tekkaman aveva carpito i segreti del Salto Spaziale a Waldaster e il dottor Amachi era già riuscito a costruire un prototipo di astronave interstellare.

## Personaggi
George Minami (南 城二?, Minami Jōji) / Tekkaman (テッカマン?)
Doppiato da: Katsuji Mori (ed. giapponese), Sandro Acerbo (ed. italiana)
Hiromi Amachi (天地 ひろみ?, Amachi Hiromi)
Doppiata da: Miyuki Ueda (ed. giapponese), Isabella Pasanisi (ed. italiana)
Dott. Hamachi (天地 宗蔵?, Amachi Souzou)
Doppiato da: Luciano De Ambrosis (ed. italiana)
Andro Umeda (アンドロー梅田?, Andorō Umeda)
Doppiato da: Yasuo Yamada (ed. giapponese), Piero Tiberi (ed. italiana)
Mutan
Doppiato da: Kazue Komiya (ed. giapponese), Deddi Savagnone (ed. italiana)
Dobrai
Doppiato da: Takeshi Kuwabara (ed. giapponese), Gianni Marzocchi (ed. italiana)
Rambos
Doppiato da: Junpei Takiguchi (ed. giapponese), Vittorio Stagni (ed. italiana)
Brai
Doppiato da: Sergio Fiorentini (ed. italiana)
Billy
Doppiato da: Mauro Gravina (ed. italiana)
Karen
Doppiata da: Anna Rita Pasanisi (ed. italiana)
Pegas
Doppiato da: Marcello Prando (ed. italiana)

## Episodi
| Nº | Titolo italiano Giapponese 「Kanji」 - Rōmaji - Traduzione letterale                                                       | In onda           | In onda          |
| Nº | Titolo italiano Giapponese 「Kanji」 - Rōmaji - Traduzione letterale                                                       | Giapponese        | Italiano         |
| 1  | L'eroe che viene dal sole 「太陽の勇者」 - Taiyō no yūsha – "L'eroe che viene dal sole"                                    | 2 luglio 1975     | 8 ottobre 1979   |
| 2  | Waldaster il furfante 「悪党星団ワルダスター」 - Akutō seidan Warudasuta – "La malvagia alleanza di Waldaster"             | 9 luglio 1975     | 9 ottobre 1979   |
| 3  | Il cacciatore ombra dello spazio 「影狩り宇宙人」 - Kage kari uchūjin – "Il cacciatore ombra dello spazio"                 | 16 luglio 1975    | 10 ottobre 1979  |
| 4  | I cavalieri dello spazio 「スペース・ナイツ誕生」 - Supesu・Naitsu tanjō – "La nascita degli Space Knights"                | 23 luglio 1975    | 11 ottobre 1979  |
| 5  | Asteroidi all'attacco 「アステロイド大作戦」 - Asuteroido daisakusen – "La terribile tattica degli asteroidi"              | 30 luglio 1975    | 12 ottobre 1979  |
| 6  | Le strane formiche lunari 「月面アリ地獄」 - Getsumen ari jigoku – "Il formicaleone lunare"                                | 6 agosto 1975     | 13 ottobre 1979  |
| 7  | Nave spaziale K-432 「宇宙輸送船K432」 - Uchū yusōsen k432 – "Cargo spaziale K-432"                                        | 13 agosto 1975    | 14 ottobre 1979  |
| 8  | L'erba carnivora 「宇宙の食人草」 - Uchū no shoku nin kusa – "La pianta spaziale divoratrice di uomini"                    | 20 agosto 1975    | 15 ottobre 1979  |
| 9  | Il samurai dello spazio 「宇宙忍者シノビーノ」 - Uchū ninja Shinobino – "Ninja spaziali Shinobino"                         | 27 agosto 1975    | 16 ottobre 1979  |
| 10 | Il Pegas di Waldaster 「わんぱくテッカマン隊大活躍」 - Wanpaku Tekkaman tai daikatsuyaku – "Gli squadroni Tekkaman"        | 3 settembre 1975  | 17 ottobre 1979  |
| 11 | L'astronave smarrita 「失われた宇宙船」 - Ushinawa reta uchūsen – "L'astronave perduta"                                    | 10 settembre 1975 | 18 ottobre 1979  |
| 12 | L'armata dei robot 「激突！ロボット軍団」 - Gekitotsu! Robotto gundan – "Attacco frontale! L'armata dei robot"             | 17 settembre 1975 | 19 ottobre 1979  |
| 13 | Battaglia disperata 「決死の宇宙海戦」 - Kesshi no uchū kaisen – "Disperata battaglia navale nello spazio"                 | 24 settembre 1975 | 20 ottobre 1979  |
| 14 | Il pianeta sconfinato 「せまる巨大惑星」 - Semaru kyodaiwakusei – "La minaccia del gigantesco pianeta"                     | 3 ottobre 1975    | 21 ottobre 1979  |
| 15 | Obiettivo: distruggere l'umanità! 「地球人ぜんめつ作戦」 - Chikyūjin zenmetsu sakusen – "Obiettivo: distruggere l'umanità" | 8 ottobre 1975    | 22 ottobre 1979  |
| 16 | I microuomini 「ミクロ・アリ星人」 - Mikuro・Ari seijin – "I microuomini"                                                  | 15 ottobre 1975   | 23 ottobre 1979  |
| 17 | L'uccello spaziale 「宇宙怪鳥ヒヨクダー」 - Uchū kaichō hiyokuda – "Hiyokder, il mostruoso uccello dello spazio"           | 22 ottobre 1975   | 24 ottobre 1979  |
| 18 | Tek-lancia 「大回転・テックランサー」 - Daikaiten・Tekkuransa – "Il grande Tek-Lancer"                                     | 29 ottobre 1975   | 25 ottobre 1979  |
| 19 | Il paese spaziale 「宇宙ランド作戦」 - Uchū rando sakusen – "La strategia della colonia spaziale"                          | 5 novembre 1975   | 26 ottobre 1979  |
| 20 | Il robot spaziale 「宇宙ロボット・ガニラ」 - Uchū robotto・Ganira – "Ganila, il robot dello spazio"                        | 12 novembre 1975  | 27 ottobre 1979  |
| 21 | La ragazza dell'avventura 「対決！ぼうけん少女」 - Taiketsu! Bōken shōjo – "Combatti, bambina"                             | 19 novembre 1975  | 28 ottobre 1979  |
| 22 | Andro 「アンドロー危機いっぱつ」 - Andoro kiki ippatsu – "Andro è in pericolo"                                             | 26 novembre 1975  | 29 ottobre 1979  |
| 23 | Tre colpi 「ボルテッカ三段返し」 - Borutekka sandan kaeshi – "Voltekker a tre colpi"                                       | 3 dicembre 1975   | 30 ottobre 1979  |
| 24 | Il meccanismo occulto 「砕け！魔のお化けメカ」 - Kudake! Ma noo bake meka – "Sconfiggi il dispositivo occulto"             | 10 dicembre 1975  | 31 ottobre 1979  |
| 25 | La sfida del piccolo eroe 「ちびっ子勇者の挑戦」 - Chibitsu ko yūsha no chōsen – "La sfida del piccolo eroe"               | 17 dicembre 1975  | 1º novembre 1979 |
| 26 | Tekkaman il vincitore 「勝利のテッカマン」 - Shōri no Tekkaman – "La vittoria di Tekkaman"                                 | 24 dicembre 1975  | 2 novembre 1979  |

## Sigle
La serie adotta le sigle Tekkaman no uta (テッカマンの歌? lett. "La canzone di Tekkaman"), composta da Asei Kobayashi e arrangiata da Bob Sakuma, in apertura e Space Knight no uta (スペースナイツの歌? lett. "La canzone dei Cavalieri dello Spazio") in chiusura, entrambe cantate da Ichirō Mizuki. 
Nell'edizione italiana sono state inizialmente mantenute le sigle originali, poi sostituite dal brano Tekkaman inciso dai Micronauti nel 1980. Nell'edizione home video della Dynit sono state ripristinate le sigle giapponesi.

## Edizione italiana
Tekkaman fu trasmesso in Italia per la prima volta nel 1979 nel contenitore Ciao Ciao all'epoca in onda sulle televisioni locali, ed ebbe varie repliche. Nel doppiaggio italiano la voce narrante è di Alessandro Sperlì.
Nel 2005 la casa editrice Dynit ha riproposto in DVD (e successivamente in Blu-Ray) l'intera serie rimasterizzata e restaurata con il titolo Tekkaman - Il cavaliere dello spazio, e con contenuti extra inediti.

## Altri media
Nel 1992 venne realizzata una serie sequel intitolata Teknoman (in originale Uchu no kishi Tekkaman Blade), che a sua volta ricevette un sequel nel 1997.
Nel picchiaduro per la console Wii intitolato Tatsunoko vs. Capcom: Ultimate All Stars, Tekkaman è incluso tra i personaggi selezionabili.